# 탕자쉬안
탕자쉬안(唐家璇, 당가선, 1938년 1월 17일 ~ )은 중화인민공화국의 정치인이자 외교관이다. 중국공산당 중앙위원, 외교부장(제8대), 국무위원(부총리급) 등을 역임하였다. 현재 중일우호협회의 회장을 맡고 있다.
장쑤성 전장시에서 태어난 탕자쉬안은 1955년부터 1958년까지 상하이시에 있는 푸단 대학을 다녔다. 1958년에는 베이징 대학 일본어학과로 옮겨 1962년 졸업하였다.
1993년 외교부 부부장. 1998년 외교부장에 취임했다. 2003년 국무위원으로 승격되어 2008년까지 지냈다.
2012년 3월 15일, 중일우호협회 회장에 취임하였다.

## 외부 사이트
- 중국 외교부 공식사이트의 소개（중국어）
- 신화망（신화통신）의 이력 소개（중국어）

| 전임 첸치천 | 제8대 중화인민공화국 외교부장 1998년~2003년 | 후임 리자오싱 |